# Bert-Jan Lindeman
Bert-Jan Lindeman (* 16. Juni 1989 in Emmen) ist ein ehemaliger niederländischer Radrennfahrer.

## Sportlicher Werdegang
Lindeman gewann seine ersten internationalen Rennen 2010 mit dem Ster van Zwolle und einer Etappe der Tour de Gironde. Im Jahr 2012 schloss er sich dem UCI ProTeam Vacansoleil-DCM an, für das er 2012 die Ronde van Drenthe, sein erstes Rennen der ersten UCI-Kategorie, gewann und mit der Vuelta a España seine erste Grand Tour bestritt und als 143. beendete.
Nachdem sich diese Mannschaft mit Ablauf der Saison 2013 aufgelöst hatte, erhielt er für einen Vertrag beim Rabobank Development Team und gewann 2014 mit der Tour de Bretagne und der Tour de l’Ain seine ersten internationalen Etappenrennen. Hierauf wechselte er vom Development Team zum WorldTeam, welches 2015 in Team Lotto NL-Jumbo umbenannt wurde.
In der Folge gelang ihm mit dem Sieg auf der 7. Etappe der Vuelta a España 2015 sein bis dahin wichtigster Erfolg. Er setzte sich aus einer fünfköpfigen Ausreißergruppe ab, die sich kurz nach dem Start gebildet hatte, und gewann die Bergankunft am La Alpujarra. Sein Erfolg bei der Vuelta blieb sein bisher letzter Sieg in einem internationalen Rennen. In den folgenden Jahren konnte er immer seltener an seine Leistungen anknüpfen, so dass sein Vertrag nach der Saison 2020 nicht verlängert wurde.
2021 wechselte Lindemann zum Team Qhubeka NextHash, um sich in einem neuen Umfeld neuen Herausforderungen zu stellen. Die Saison 2021 beendete er jedoch ohne einen einzigen Ranglistenpunkt. Nach Auflösung seines Teams fand er keinen neuen Vertrag bei einem Profiteam. Daher wurde er 2022 Mitglied im VolkerWessels Cyclingteam, für das er drei Jahre lang an den Start ging. Als Zweiter der Olympia’s Tour 2022, einem dritten Etappenrang bei der ZLM Tour 2023 und als Dritter beim Arno Wallaard Memorial 2024 gelang ihm in jedem der drei Jahre eine Podiumsplatzierung.
Nach der Saison 2024 beendete Lindemann im Alter von 35 Jahren seine Karriere als Radsportler.

## Erfolge
2010
- Ster van Zwolle
- eine Etappe Tour de Gironde

2012
- Ronde van Drenthe

2014
- Ster van Zwolle
- Gesamtwertung Tour de Bretagne
- Gesamtwertung und eine Etappe Tour de l’Ain

2015
- eine Etappe Vuelta a España

2017
- Sprintwertung Polen-Rundfahrt

## Grand-Tour-Platzierungen
| Grand Tour            | 2012 | 2013 | 2014 | 2015 | 2016 | 2017 | 2018 | 2019 | 2020 | 2021 |
| --------------------- | ---- | ---- | ---- | ---- | ---- | ---- | ---- | ---- | ---- | ---- |
| Giro d’ItaliaGiro     | –    | –    | –    | 95   | –    | –    | 114  | –    | –    | 122  |
| Tour de FranceTour    | –    | –    | –    | –    | 94   | –    | –    | –    | –    | –    |
| Vuelta a EspañaVuelta | 143  | –    | –    | 99   | –    | 110  | 136  | –    | –    | 131  |